# ЕИ Колор катодне цеви
Фабрика колор катодних цеви "ЕИ Колор катодне цеви" ДД , ("Еи ККЦ"ДД), у Нишу је била замишљена као произвођач за снабдевање колор катодним цевима , за производњу телевизора, предузећа из састава Еи али и за произвођаче "РИЗ" Загреб  и "Искра" Крањ али и за извоз. Привредна комора Југославије донела је одлуку о изградњи капиталног објекта "Фабрике колор катодних цеви" 1976. године. Камен темељац је постављен 1980.године, тест производња је почела половином 1983. године а 14. октобра 1983.године пробна производња лиценцираних катодних цеви. Фабрика је пословала у оквиру Електронске индустрије Ниш.
Прве године (1983) произведено 9.310 цеви а 1997. године 16.540 комада. Највећа производња била је 1990. године и то 216.737 колор катодних цеви.
Распадом Југославије, санкцијама и економском кризом: смањује се тржиште, смањује се куповна моћ становништва, појављују се проблеми са увозом потребних компоненти, отежава се враћање кредита и смањује се производа и рентабилост пословања саме фабрике али и коопераната и финализатора.

## Директори-руководиоци
Од 1983. године дужности директора су обављали:
- Милица Николић
- Ђорђе Стојиљковић
- Миомир Павловић
- Добрица Марковић
- Синиша Митић

## Стечај
На оснаву закључка стечајног судије Трговинског суда у Нишу од 07.10.2005.године отпочело се са продајом имовине.